# ズラティツァ
ズラティツァ（ブルガリア語: Златѝца, ラテン文字転写: Zlatitsa）は、ブルガリア南部の町。同名のズラティツァ市の行政の中心地である。人口は5286人。
北のバルカン山脈と南のスレドナ・ゴラ山脈にはさまれたズラティツァ＝ピルドップ溪谷に位置する。標高は680メートル。ソフィアの東75キロメートルにあたり、ソフィアから黒海沿岸のブルガスに至る幹線道路と鉄道が通る。
1443年12月12日、この近郊でハンガリー王国とポーランド王国の連合軍とオスマン帝国が衝突した（ズラティツァの戦い）。
1978年から1991年までは近くのピルドップと、スレドノゴリエ (Srednogorie) というひとつの町を構成していた。

## ゆかりの人物
- ヴァルコ・チェルヴェンコフ - 政治家